# Васильківська волость (Павлоградський повіт)
Васильківська волость — історична адміністративно-територіальна одиниця Павлоградського повіту Катеринославської губернії.
Станом на 1886 рік складалася з єдиного поселення, єдиної сільської громади. Населення — 5748 осіб (2882 чоловічої статі та 2866 — жіночої), 961 дворове господарство.
|                     | Площа, десятин | У тому числі орної, дес. |
| ------------------- | -------------- | ------------------------ |
| Сільських громад    | 18138          | 5362                     |
| Приватної власності | —              | —                        |
| Казенної власності  | —              | —                        |
| Іншої власності     | 120            | 70                       |
| Загалом             | 18258          | 5432                     |

Єдине поселення волості:
- Васильківка (Васюківка) — село при річці Вовча за 36 верст від повітового міста, 5552 особи, 941 двір, православна церква, школа, 9 лавок, 2 бондарні, 2 винних склади, 6 постоялих дворів, 3 ярмарки, базари по святах.